# Retstradition
Retstradition kan betegenes som en retskilde. Retstradition omfatter den kontinuitet, der består i, at et lands retskilder har reguleret et bestemt område. Hvis en påtænkt ny regel regel er i strid med et lands retstradition, vil dette faktum typisk være et argument imod, at den nye regel får retskraft i landet. Hvorimod det taler som et argument for at indføre den nye regel, hvis den nye regel er i overensstemmelse med landets retstradition.

## EU spænder over flere retstraditioner
Efterhånden som EU har udvidet sig ad flere omgange og nu omfatter mere end 20 medlemsstater er det bleve klart, at nogle EU-lande har en retstradition, mens andre EU-landene har en anden retstradition. Eksempelvis kodificerer Tyskland og Frankrig mere end Danmark gør; mens Danmark anvender uskrevne retskilder og lovens forarbejder til lovfortolkning. Netop Danmarks anvendelse af en lovs forarbejder har gjort implementering af EU-direktiv vanskelig, og det har medført kritik fra EU. For nu skal EU udvikle over-nationale retsakter på tværs af flere retstraditioner.